# Isarwinkel

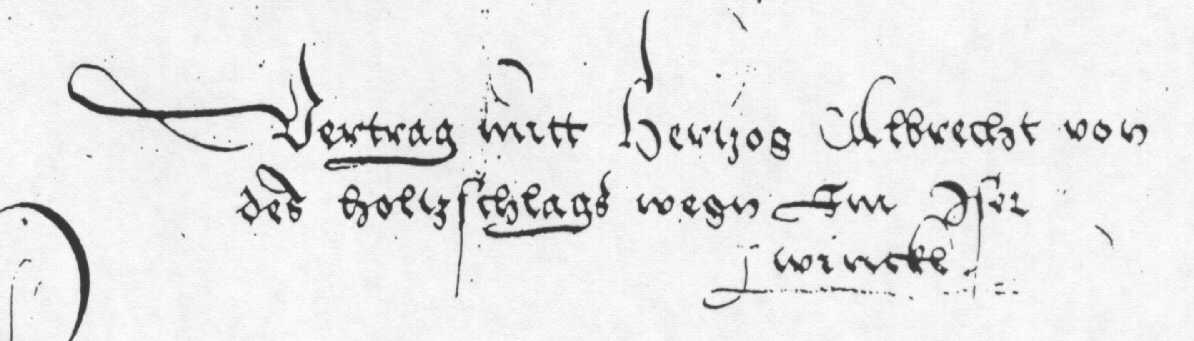
„Vertrag mit Herzog Albrecht von des Holzschlags wegen im Iserwinkl“ von 1497

Die Isar im Isarwinkel westlich von Vorderriß

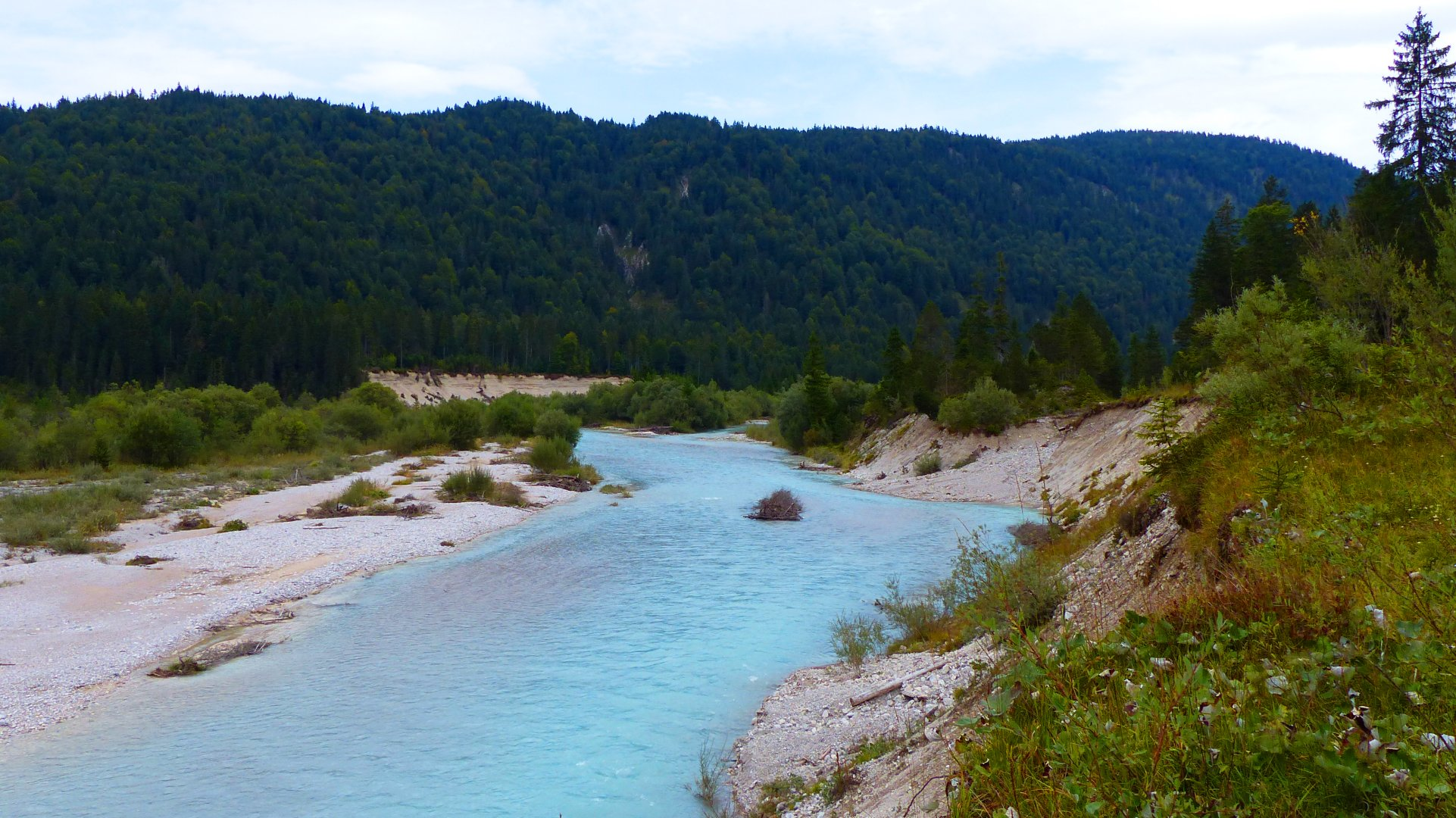
Die Isar im Isarwinkel westlich von Vorderriß mit ursprünglicher Wasserführung während einer Sperrung des Obernachkanals

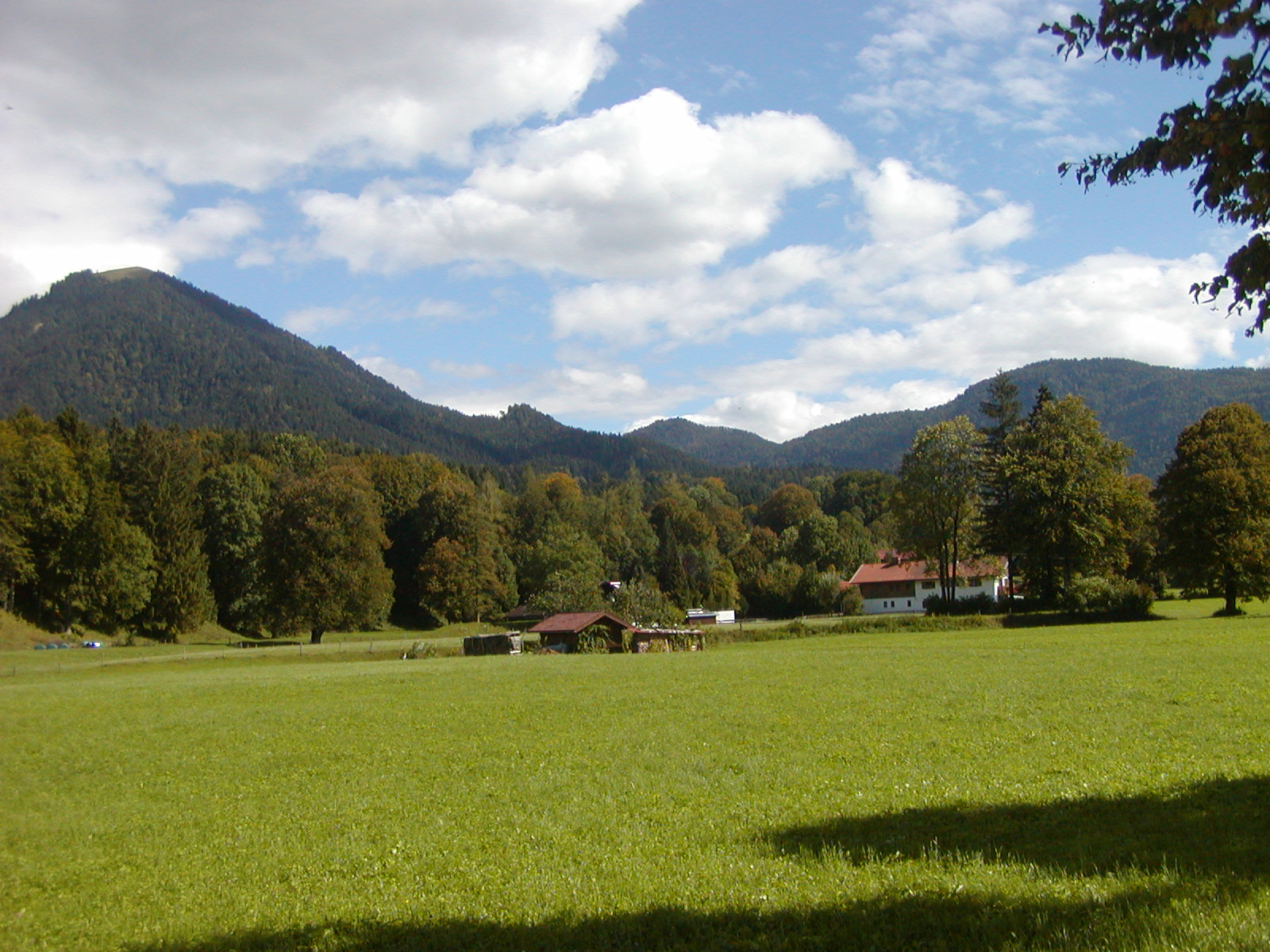
Im Isarwinkel bei Lenggries

Der Isarwinkel ist eine oberbayerische Region entlang der Isar in den Bayerischen Alpen zwischen Bad Tölz und der Landkreisgrenze drei Kilometer östlich von Wallgau, wo das Obere Isartal sich nach Westen anschließt.
Keinesfalls verwechseln oder gleichsetzen sollte man jedoch den Isarwinkel und das (untere) Isartal, eine Region entlang der Isar zwischen Tölz und München.
Die Grenzen des Isarwinkels sind im Norden die Orte Gaißach und Wackersberg sowie der südliche Teil von Bad Tölz, im Osten der Höhenzug Rechelkopf – Buchstein – Hochalm und die Landesgrenze zu Tirol vom Achenpass und bis zum Forsthaus Aquila im Bächental, im Süden ebenfalls die Landesgrenze über Lerchkogel und Schafreuter bis ins Fermersbachtal und im Westen im Wesentlichen die alte, 1332 von Ludwig dem Bayern festgelegte Grenze zum Kloster Benediktbeuern entlang der Isar bis zum Einlauf des Staffelgrabens in den Sylvensteinspeicher und weiter über die Höhen Falkenberg, Hoher Zwiesler, Brandkopf, Langeneck, Beigenstein, Hennenköpfl, Vogeleck, Zwieselberg und hinab zum Stallauer Weiher. Bis zur Säkularisation in Bayern 1803 gehörte die Jachenau zum Klostergericht Benediktbeuern und nicht zum Isarwinkel. Danach wechselte sie in die Verantwortung des Landgerichts (Bezirksamts, Landratsamts) Tölz und wurde so zunehmend dem Isarwinkel zugeordnet. Der Tölzer Kurier berichtet heute über die Jachenau unter der Rubrik „Isarwinkel“.
Schon in einem Vertrag mit Herzog Albrecht IV. „von des Holzschlags wegen“  vom 4. Oktober 1497 (BayHStA KL BB 174) wird der Raum zwischen Tölz und Wallgau als „Iserwinkl“ bezeichnet. Die an die Flusslandschaft angrenzenden Berge sind zumeist nicht höher als 1800 m ü. NN.
1705 entwickelte sich hier während des Spanischen Erbfolgekrieges der erste Widerstand gegen die österreichischen Besatzer. Diese Bayerische Volkserhebung fand schließlich in der Sendlinger Mordweihnacht ihr tragisches Ende.
Im Heimatroman Der Jäger von Fall setzte Ludwig Ganghofer den Bewohnern des Isarwinkels ein literarisches Denkmal für ihre Heimatliebe und machte damit auch die Flusslandschaft überregional bekannt.